# Швеция на чемпионате мира по хоккею с шайбой 2007
Швеция на чемпионате мира по хоккею с шайбой 2007.
Накануне чемпионата мира команда являлась одним из фаворитов турнира. На момент начала турнира команда являлась действующим Олимпийским чемпионом, Чемпионом мира и победителем Еврохоккейтура.

## Состав
Главный тренер: Бенгт-Оке Густафссон
| Вратари    |                    |                    |               |
| Номер      | Имя                | Клуб               | Дата рождения |
| 31         | Юхан Бэклунд       | Тимро              | 24.07.1981    |
| 34         | Даниэль Хенрикссон | Ферьестад          | 4.09.1978     |
| Защитники  |                    |                    |               |
| Номер      | Имя                | Клуб               | Дата рождения |
| 2          | Тобиас Энстрем     | Модо, Эрншёльдсвик | 5.11.1984     |
| 4          | Антон Стральман    | Тимро              | 01.08.1986    |
| 6          | Магнус Юханссон    | Линчёпинг          | 04.09.1973    |
| 18         | Халлберг Пер       | EV Zug             | 24.03.1978    |
| 28         | Дик Тарнстрем      | Лугано             | 20.01.1975    |
| 29         | Кенни Йонссон      | Rogle BK Angelholm | 06.10.1974    |
| 44         | Юхан Акерман       | HV 71 Jonkoping    | 20.11.1972    |
| Нападающие |                    |                    |               |
| Номер      | Имя                | Клуб               | Дата рождения |
| 8          | Патрик Хорнквист   | Юргорден           | 01.01.1987    |
| 9          | Тони Мортенссон    | Линчёпинг          | 23.06.1980    |
| 10         | Александр Стин     | Торонто Мэйпл Лифс | 01.03.1984    |
| 15         | Рикард Валлин      | Лугано             | 09.04.1980    |
| 17         | Джонатан Хэдстрем  | Тимро              | 27.12.1977    |
| 19         | Никлас Бекстрём    | Брюнес ИФ          | 23.11.1987    |
| 20         | Мартин Торнберг    | HV 71 Jonkoping    | 06.08.1983    |
| 23         | Фредрик Бремберг   | Юргорден           | 21.06.1973    |
| 33         | Фредрик Эмвалл     | Линчёпинг          | 28.06.1976    |
| 72         | Йорген Йонссон     | Ферьестад          | 29.09.1972    |
| 76         | Юхан Давидссон     | HV 71 Jonkoping    | 06.01.1976    |
| 79         | Фредрик Варг       | Тимро              | 03.03.1979    |

## Матчи

### Предварительный раунд
| 28 апреля, 2007 | \| Швеция \| 7:1 (2:1, 4:0, 1:0) \| Италия \| \| Давидссон Ю. (Хэдстрем Д.), 15:31 Эмвалл Ф. (Акерман Ю., Тарнстрем Д.), 17:19 Мартенссон Т. (Тарнстрем Д., Бекстрем Н.), 23:40 Бремберг Ф. (Давидссон Ю., Хорнквист П.), 25:17 (бол.) Давидссон Ю. (Хорнквист П.), 28:43 Хэдстрем Д. (Тарнстрем Д., Эмвалл Ф.), 29:53 Халлберг П. (Бремберг Ф., Давидссон Ю.), 51:50 (бол.) \| Голы \| Де Беттин Д. (Маргони С.), 09:22 \| | Стадион: Арена на Ходынке, Москва Зрителей: 4420 Судьи: Вячеслав Буланов (Россия), Иван Дедюля (Белоруссия), Ансис Эглитис (Латвия). |
| Игра проходила при очевидном преимуществе сборной Швеции. Несмотря на первую пропущенную шайбу, шведы уже к конце первого тайма выигрывали со счётом 2:1. Второй тайм прошёл под диктовку шведов, которые смогли забить четыре безответных шайбы в ворота итальянцев. В заключительном третьем периоде шведская сборная сбавила обороты, что отразилось и на количестве бросков по воротам. Обе сборные совершив по семь бросков по воротам противника, сумели забить один единственный гол. Удача улыбнулась шведскому защитнику Халлбергу, который сумел реализовать численное преимущество в середине третьего периода. | | |
| Швеция | 7:1 (2:1, 4:0, 1:0) | Италия |
| Давидссон Ю. (Хэдстрем Д.), 15:31 Эмвалл Ф. (Акерман Ю., Тарнстрем Д.), 17:19 Мартенссон Т. (Тарнстрем Д., Бекстрем Н.), 23:40 Бремберг Ф. (Давидссон Ю., Хорнквист П.), 25:17 (бол.) Давидссон Ю. (Хорнквист П.), 28:43 Хэдстрем Д. (Тарнстрем Д., Эмвалл Ф.), 29:53 Халлберг П. (Бремберг Ф., Давидссон Ю.), 51:50 (бол.) | Голы | Де Беттин Д. (Маргони С.), 09:22 |

| 30 апреля, 2007 | \| Латвия \| 2:8 (0:1, 0:3, 2:4) \| Швеция \| \| Даугавиньш К. (Васильев Х., Сорокин О.) 41:00 Широков А. (Мациевский А.) 42:31 \| Голы \| Бекстрем Н. (Стин А., Юнссон Ю.) 00:29 Акерман Ю. (Хэдстрем Д.) 26:28 Валлин Р. (Акерман Ю., Мартенссон Т.) 28:03 (бол.) Бремберг Ф. (Тарнстрем Д.) 38:15 Юханссон М. (Тарнстрем Д., Бекстрем Н.) 43:08 Хорнквист П. (Бремберг Ф., Тарнстрем Д.) 55:13 Варг Ф. (Юнссон Ю.) 56:30 Тарнстрем Д. (Халлберг П., Давидссон Ю.) 57:15 \| | Стадион: Арена на Ходынке, Москва Зрителей: Судьи: Петер Йонак (Словакия), Томас Гемейнхардт (Германия), Роман Пузар (Чехия). |
| Первую шайбу шведская сборная смогла забить уже на первой минуте встречи, однако затем последовало двадцатипятиминутное голевое затишье. И только на 27 минуте Акерман смог забить вторую шайбу в ворота латвийской сборной. Сборная Швеции за второй период забила еще два гола, доведя счёт до разгромного. В перерыве между вторым и третьим периодами тренер латышской сборной Олег Знарок заменил голкипера Масальскиса на Наумова. Третий период матча начался с двух голов Латвии, вернув интригу матча. Но через 30 секунд после второго гола латышей сборная Швеции окончательно определила исход матча, доведя разрыв до трёх голов. А на последних пяти минутах шведы провели еще три безответных шайбы в ворота латвийского голкипера Наумова. | | |
| Латвия | 2:8 (0:1, 0:3, 2:4) | Швеция |
| Даугавиньш К. (Васильев Х., Сорокин О.) 41:00 Широков А. (Мациевский А.) 42:31 | Голы | Бекстрем Н. (Стин А., Юнссон Ю.) 00:29 Акерман Ю. (Хэдстрем Д.) 26:28 Валлин Р. (Акерман Ю., Мартенссон Т.) 28:03 (бол.) Бремберг Ф. (Тарнстрем Д.) 38:15 Юханссон М. (Тарнстрем Д., Бекстрем Н.) 43:08 Хорнквист П. (Бремберг Ф., Тарнстрем Д.) 55:13 Варг Ф. (Юнссон Ю.) 56:30 Тарнстрем Д. (Халлберг П., Давидссон Ю.) 57:15 |

| 2 мая, 2007 | \| Швеция \| 6:0 (0:0, 5:0, 1:0) \| Швейцария \| \| Торнберг, 21:00 Строльман, 23:46 (бол.) Хорнквист, 24:43 (бол.) Давидссон, 27:42 Давидссон, 38:22 (бол.) Валлин, 47:00 (бол.) \| Голы \| \| | Стадион: Арена на Ходынке, Москва Зрителей: Судьи: |
| Швеция | 6:0 (0:0, 5:0, 1:0) | Швейцария                                          |
| Торнберг, 21:00 Строльман, 23:46 (бол.) Хорнквист, 24:43 (бол.) Давидссон, 27:42 Давидссон, 38:22 (бол.) Валлин, 47:00 (бол.) | Голы |                                                    |

### Квалификационный раунд
| 3 мая, 2007 | \| Дания \| 2:5 (2:2, 0:1, 0:2) \| Швеция \| \| М. Мадсен (Й. Нильсен), 2:27 Регин (Д. Нильсен, Старков) 6:40 (бол.) \| Голы \| К. Юнссон (Й. Юнссон, Мартенссон), 13:38 (бол.) Акерман (Тарнстрем, Варг), 17:57 (бол.) Давидссон (Халлберг, Бремберг), 33:49 Юханссон (Мартенссон), 57:23 Давидссон (Й. Юнссон), 59:53 (бол., п.в.). \| | Стадион: Арена на Ходынке, Москва Зрителей: Судьи: |
| Начало матча складывалось неожиданно. Явный фаворит турнирнира - сборная Швеции - проигрывала к восьмой минуте матча со счётом 0:2. Однако уже к первому перерыву Швеция смогла сравнять счет - 2:2. В дальнейшем датчане успешно защищались, но пропустили в середине третьего периода шайбу от Юхана Дэвидсона. А затем, в конце третьего периода пропустили еще одну шайбу от Юханссона. На последней минуте, играя в меньшинстве, датчане сняли вратаря и пропустили пятую шайбу в уже пустые ворота. | | |
| Дания | 2:5 (2:2, 0:1, 0:2) | Швеция |
| М. Мадсен (Й. Нильсен), 2:27 Регин (Д. Нильсен, Старков) 6:40 (бол.) | Голы | К. Юнссон (Й. Юнссон, Мартенссон), 13:38 (бол.) Акерман (Тарнстрем, Варг), 17:57 (бол.) Давидссон (Халлберг, Бремберг), 33:49 Юханссон (Мартенссон), 57:23 Давидссон (Й. Юнссон), 59:53 (бол., п.в.). |

| 6 мая, 2007                           | \| Швеция \| 1:0 (1:0, 0:0, 0:0) \| Финляндия \| \| Ю.Акерман (Ф.Варг, Д.Тарнстрем) 15:53 \| Голы \| \| | Стадион: Арена на Ходынке, Москва Зрителей: 7200 Судьи: Брент Рейбер (Канада), Иван Дедюля (Белоруссия), Сильван Лосье (Канада) |
| Швеция                                | 1:0 (1:0, 0:0, 0:0)                                                                                     | Финляндия |
| Ю.Акерман (Ф.Варг, Д.Тарнстрем) 15:53 | Голы | |

| 7 мая, 2007 | \| Швеция \| 2:4 (1:1, 1:1, 0:2) \| Россия \| | Стадион: Арена на Ходынке, Москва Зрителей: Судьи: |
| Швеция      | 2:4 (1:1, 1:1, 0:2)                           | Россия                                             |

### 1/4 финала
| 9 мая, 2007 | \| Швеция \| 7:4 (1:2, 3:0, 3:2) \| Словакия \| \| Ф.Варг (Ф.Эмвалл) 7:28 Д.Хэдстрем (Н.Бекстрем) 22:17 Т.Мартенссон(Ю.Юнссон, М.Торнберг) 26:02 Д.Хэдстрем (А.Стин) 33:55 (бол.) Т.Мартенссон 47:03 М.Юханссон (Ю.Давидссон, Т.Энстрем) 49:46 (2хбол.) Т.Мартенссон (Ю.Юнссон) 59:44 (п.в.) \| Голы \| М.Госса (М.Габорик, Р.Штехлик) 2:10 (бол.) Р.Капуш (П.Подхрадски, М.Шатан) 8:16 Б.Радивоевич(П.Подхрадски, Р.Капуш) 41:21 Р.Кукумберг (Б.Радивоевич) 51:27 \| | Стадион: Арена на Ходынке, Москва Зрителей: 7000 Судьи: Дэнни Курман (Швейцария), Юрий Оскирко(Россия), Тобиас Верли (Швейцария)                           |
| Швеция | 7:4 (1:2, 3:0, 3:2) | Словакия |
| Ф.Варг (Ф.Эмвалл) 7:28 Д.Хэдстрем (Н.Бекстрем) 22:17 Т.Мартенссон(Ю.Юнссон, М.Торнберг) 26:02 Д.Хэдстрем (А.Стин) 33:55 (бол.) Т.Мартенссон 47:03 М.Юханссон (Ю.Давидссон, Т.Энстрем) 49:46 (2хбол.) Т.Мартенссон (Ю.Юнссон) 59:44 (п.в.) | Голы | М.Госса (М.Габорик, Р.Штехлик) 2:10 (бол.) Р.Капуш (П.Подхрадски, М.Шатан) 8:16 Б.Радивоевич(П.Подхрадски, Р.Капуш) 41:21 Р.Кукумберг (Б.Радивоевич) 51:27 |

### 1/2 финала
| 12 мая, 2007                      | \| Швеция \| 1:4 (3:0, 1:1, 0:0) \| Канада \| \| Давидссон Ю. (Хорнквист П.) 26:13 \| Голы \| Каммаллери М. (Фанеф Д.) 11:05 (бол.) Тэйвз Д. (Стаал Д.) 12:23 Стаал Э. (Каммаллери М., Уэбер Ш.) 18:38 Нэш Р. (Брюер Э., Ломбарди М.) 35:17 (бол.) \| | Стадион: Арена на Ходынке, Москва Зрителей: 8000 Судьи: Данни Курманн (Швейцария), Питер Феола (США), Роман Пузар (Чехия)                            |
| Швеция                            | 1:4 (3:0, 1:1, 0:0) | Канада |
| Давидссон Ю. (Хорнквист П.) 26:13 | Голы | Каммаллери М. (Фанеф Д.) 11:05 (бол.) Тэйвз Д. (Стаал Д.) 12:23 Стаал Э. (Каммаллери М., Уэбер Ш.) 18:38 Нэш Р. (Брюер Э., Ломбарди М.) 35:17 (бол.) |